# Prvaci konferencija NFL-a
National Football League (NFL) je uevo konferencijski sustav (prvaci konferencija su potom razigravali za prvaka NFL-a 1950. kad su se NFL-u pridružile momčadi iz All-America Football Conference (AAFC), koja je bila suparnička liga NFL-u. Konferencije su nazvane American Conference (Američka konferencija) i National Conference (Nacionalna konferencija). Ove dvije konferencije nisu imale svoje divizije, a sami NFL je imao ddvije divizije između 1933. i 1949. - Eastern Division (Istočnu diviziju) i Western Division (Zapadnu diviziju). 

1953. American Conference postaje Eastern Conference (Istočna konferencija), a National Conference postaje Western Conference (Zapadna konferencija) te ove dvije konferencije ostaju pod svojim imenima do 1969. Od 1967. ove dvije konferencije imaju svoje divizije - Capitol i Century (Eastern Conference) te Coastal i Central (Western Conference).
1970. dolazi do ujedinjavanja National Football League (NFL) i American Football League (AFL), te se stvaraju dvije konferencije koje postoje i danas - American Football Conference (AFC, Američka konferencija) i National Football Conference (NFC, Nacionalna konferencija) koje postoje do danas. Konferencije su rađene tako da su u AFC ušli svih deset klubova iz AFL-a i tri iz NFL-a, dok su u NFC ušli preostali 13 momčadi iz NFL-a. Postepenim širenjem NFL-a koji danas ima 32 člana, svaku konferenciju čini 16 momčadi. Prvaci AFC-a i NFC-a se svake godine sastaju u Super Bowlu u kojem pobjednik postaje prvak NFL-a.

Ove dvije konferenvije su u periodu 1970. – 2001. imale po tri divizije naziva West (Zapad), Central (Središnja i East (Istok), dok od 2002. imaju po četiri divizije - West (Zapad), North (Sjever), South (Jug) i East (Istok).

## Prvaci konferencija

### American i National Conference (1950. – 1952.)
| Konferncija Sezona | American Conference | National Conference |
| 1950.              | Cleveland Browns    | Los Angeles Rams    |
| 1951.              | Cleveland Browns    | Los Angeles Rams    |
| 1952.              | Cleveland Browns    | Detroit Lions       |

### Eastern i Western Conference (1953. – 1969.)
| Konferencija Sezona | Eastern Conference | Western Conference |
| ------------------- | ------------------ | ------------------ |
| 1953.               | Cleveland Browns   | Detroit Lions      |
| 1954.               | Cleveland Browns   | Detroit Lions      |
| 1955.               | Cleveland Browns   | Los Angeles Rams   |
| 1956.               | New York Giants    | Chicago Bears      |
| 1957.               | Cleveland Browns   | Detroit Lions      |
| 1958.               | New York Giants    | Baltimore Colts    |
| 1959.               | New York Giants    | Baltimore Colts    |
| 1960.               | Philadephia Eagles | Green Bay Packers  |
| 1961.               | New York Giants    | Green Bay Packers  |
| 1962.               | New York Giants    | Green Bay Packers  |
| 1963.               | New York Giants    | Chicago Bears      |
| 1964.               | Cleveland Browns   | Baltimore Colts    |
| 1965.               | Cleveland Browns   | Green Bay Packers  |
| 1966.               | Dallas Cowboys     | Green Bay Packers  |
| 1967.               | Dallas Cowboys     | Green Bay Packers  |
| 1968.               | Cleveland Browns   | Baltimore Colts    |
| 1969.               | Cleveland Browns   | Minnesota Vikings  |

### American i National Football Conference (1970. –  )
| sezona | American Football Conference | National Football Conference |
| ------ | ---------------------------- | ---------------------------- |
| 1970.  | Baltimore Colts              | Dallas Cowboys               |
| 1971.  | Miami Dolphins               | Dallas Cowboys               |
| 1972.  | Miami Dolphins               | Washington Redskins          |
| 1973.  | Miami Dolphins               | Minnesota Vikings            |
| 1974.  | Pittsburgh Steelers          | Minnesota Vikings            |
| 1975.  | Pittsburgh Steelers          | Dallas Cowboys               |
| 1976.  | Oakland Raiders              | Minnesota Vikings            |
| 1977.  | Denver Broncos               | Dallas Cowboys               |
| 1978.  | Pittsburgh Steelers          | Dallas Cowboys               |
| 1979.  | Pittsburgh Steelers          | Los Angeles Rams             |
| 1980.  | Oakland Raiders              | Philadelphia Eagles          |
| 1981.  | Cincinnati Bengals           | San Francisco 49ers          |
| 1982.  | Miami Dolphins               | Washington Redskins          |
| 1983.  | Los Angeles Raiders          | Washington Redskins          |
| 1984.  | Miami Dolphins               | San Francisco 49ers          |
| 1985.  | New England Patriots         | Chicago Bears                |
| 1986.  | Denver Broncos               | New York Giants              |
| 1987.  | Denver Broncos               | Washington Redskins          |
| 1988.  | Cincinnati Bengals           | San Francisco 49ers          |
| 1989.  | Denver Broncos               | San Francisco 49ers          |
| 1990.  | Buffalo Bills                | New York Giants              |
| 1991.  | Buffalo Bills                | Washington Redskins          |
| 1992.  | Buffalo Bills                | Dallas Cowboys               |
| 1993.  | Buffalo Bills                | Dallas Cowboys               |
| 1994.  | San Diego Chargers           | San Francisco 49ers          |
| 1995.  | Pittsburgh Steelers          | Dallas Cowboys               |
| 1996.  | New England Patriots         | Green Bay Packers            |
| 1997.  | Denver Broncos               | Green Bay Packers            |
| 1998.  | Denver Broncos               | Atlanta Falcons              |
| 1999.  | Tennessee Titans             | St. Louis Rams               |
| 2000.  | Baltimore Ravens             | New York Giants              |
| 2001.  | New England Patriots         | St. Louis Rams               |
| 2002.  | Oakland Raiders              | Tampa Bay Buccaneers         |
| 2003.  | New England Patriots         | Carolina Panthers            |
| 2004.  | New England Patriots         | Philadelphia Eagles          |
| 2005.  | Pittsburgh Steelers          | Seattle Seahawks             |
| 2006.  | Indianapolis Colts           | Chicago Bears                |
| 2007.  | New England Patriots         | New York Giants              |
| 2008.  | Pittsburgh Steelers          | Arizona Cardinals            |
| 2009.  | Indianapolis Colts           | New Orleans Saints           |
| 2010.  | Pittsburgh Steelers          | Green Bay Packers            |
| 2011.  | New England Patriots         | New York Giants              |
| 2012.  | Baltimore Ravens             | San Francisco 49ers          |
| 2013.  | Denver Broncos               | Seattle Seahawks             |
| 2014.  | New England Patriots         | Seattle Seahawks             |
| 2015.  | Denver Broncos               | Carolina Panthers            |
| 2016.  | New England Patriots         | Atlanta Falcons              |
| 2017.  | New England Patriots         | Philadelphia Eagles          |
| 2018.  | New England Patriots         | Los Angeles Rams             |

## Broj naslova po momčadima
| Momčad               | Prijašnji naziv     | AFC 1970. – | NFC 1970. – | Eastern 1953. – 1969. | Western 1953. – 1969. | American 1950. – 1952. | National 1950. – 1952. | Ukupno |
| -------------------- | ------------------- | ----------- | ----------- | --------------------- | --------------------- | ---------------------- | ---------------------- | ------ |
| Cleveland Browns     |                     |             |             | 8                     |                       | 3                      |                        | 11     |
| New York Giants      |                     |             | 5           | 6                     |                       |                        |                        | 11     |
| New England Patriots |                     | 11          |             |                       |                       |                        |                        | 11     |
| Dallas Cowboys       |                     |             | 8           | 2                     |                       |                        |                        | 10     |
| Green Bay Packers    |                     |             | 3           |                       | 6                     |                        |                        | 9      |
| Pittsburgh Steelers  |                     | 8           |             |                       |                       |                        |                        | 8      |
| Denver Broncos       |                     | 8           |             |                       |                       |                        |                        | 8      |
| Indianapolis Colts   | Baltimore Colts     | 3           |             |                       | 4                     |                        |                        | 7      |
| Los Angeles Rams     | St. Louis Rams      |             | 4           |                       | 1                     |                        | 2                      | 7      |
| San Francisco 49ers  |                     |             | 6           |                       |                       |                        |                        | 6      |
| Miami Dolphins       |                     | 5           |             |                       |                       |                        |                        | 5      |
| Washington Redskins  |                     |             | 5           |                       |                       |                        |                        | 5      |
| Buffalo Bills        |                     | 4           |             |                       |                       |                        |                        | 4      |
| Detroit Lions        |                     |             |             |                       | 3                     |                        | 1                      | 4      |
| Chicago Bears        |                     |             | 2           |                       | 2                     |                        |                        | 4      |
| Oakland Raiders      | Los Angeles Raiders | 4           |             |                       |                       |                        |                        | 4      |
| Philadelphia Eagles  |                     |             | 3           | 1                     |                       |                        |                        | 4      |
| Minnesota Vikings    |                     |             | 3           |                       | 1                     |                        |                        | 3      |
| Seattle Seahawks     |                     |             | 3           |                       |                       |                        |                        | 3      |
| Baltimore Ravens     |                     | 2           |             |                       |                       |                        |                        | 2      |
| Cincinnati Bengals   |                     | 2           |             |                       |                       |                        |                        | 2      |
| Carolina Panthers    |                     |             | 2           |                       |                       |                        |                        | 2      |
| Atlanta Falcons      |                     |             | 2           |                       |                       |                        |                        | 2      |
| Arizona Cardinals    |                     |             | 1           |                       |                       |                        |                        | 1      |
| New Orleans Saints   |                     |             | 1           |                       |                       |                        |                        | 1      |
| San Diego Chargers   |                     | 1           |             |                       |                       |                        |                        | 1      |
| Tampa Bay Buccaneers |                     |             | 1           |                       |                       |                        |                        | 1      |
| Tennessee Titans     |                     | 1           |             |                       |                       |                        |                        | 1      |

 Napomena: zaključno sa sezonom 2018. 

## Poveznice
- National Football League
- American Football Conference
- National Football Conference
- Super Bowl
- NFL prvaci (1920. – 1969.)